# Eleições parlamentares europeias de 2004 (Alemanha)
As eleições parlamentares europeias de 2004 na Alemanha, realizadas a 13 de Junho, serviram para eleger os 99 deputados do país para o Parlamento Europeu. 

## Resultados Nacionais
| Partido                 | Partido                           | Partido                           | Votos          | %               | +/-     | Deputados | +/-     |
| ----------------------- | --------------------------------- | --------------------------------- | -------------- | --------------- | ------- | --------- | ------- |
|                         |                                   | União Democrata-Cristã            | 9 412 009      | 36,50 / 100,00  | 2,78    | 40 / 99   | 3       |
|                         | União Social-Cristã               | 2 063 564                         | 8,00 / 100,00  | 1,39            | 9 / 99  | 1         |         |
| A União                 | A União                           | 11 475 573                        | 44,50 / 100,00 | 4,17            | 49 / 99 | 4         |         |
|                         | Partido Social-Democrata          | Partido Social-Democrata          | 5 549 243      | 21,52 / 100,00  | 9,18    | 23 / 99   | 10      |
|                         | Aliança 90/Os Verdes              | Aliança 90/Os Verdes              | 3 078 276      | 11,94 / 100,00  | 5,50    | 13 / 99   | 6       |
|                         | Partido do Socialismo Democrático | Partido do Socialismo Democrático | 1 579 693      | 6,12 / 100,00   | 0,33    | 7 / 99    | 1       |
|                         | Partido Democrático Liberal       | Partido Democrático Liberal       | 1 565 000      | 6,07 / 100,00   | 3,04    | 7 / 99    | 7       |
|                         | Os Republicanos                   | Os Republicanos                   | 485 691        | 1,88 / 100,00   | 0,18    | 0 / 99    | Estável |
|                         | Partido dos Direitos Animais      | Partido dos Direitos Animais      | 331 270        | 1,29 / 100,00   | 0,62    | 0 / 99    | Estável |
|                         | Os Cinzas - Panteras Cinzentas    | Os Cinzas - Panteras Cinzentas    | 314 204        | 1,22 / 100,00   | 0,81    | 0 / 99    | Estável |
|                         | Partido da Família                | Partido da Família                | 267 361        | 1,04 / 100,00   | Novo    | 0 / 99    | Novo    |
|                         | Outros                            | Outros                            | 1 135 729      | 4,40 / 100,00   |         | 0 / 99    |         |
| Votos inválidos         | Votos inválidos                   | Votos inválidos                   | 744 741        | 2,81 / 100,00   | 1,31    |           |         |
| Total                   | Total                             | Total                             | 26 525 514     | 100,00 / 100,00 |         | 99 / 99   |         |
| Eleitorado/Participação | Eleitorado/Participação           | Eleitorado/Participação           | 61 650 330     | 43,03 / 100,00  | 2,16    |           |         |
| Fonte                   | Fonte                             | Fonte                             | [ 1 ]          | [ 1 ]           | [ 1 ]   | [ 1 ]     | [ 1 ]   |

## Resultados por Estados federais
| Estados federais                 | %    | %    | %    | %    | %    | %   | %   | %   | %   | %   |
| Estados federais                 | CDU  | SPD  | GRÜ  | CSU  | PDS  | FDP | REP | MUT | GRA | FAM |
| -------------------------------- | ---- | ---- | ---- | ---- | ---- | --- | --- | --- | --- | --- |
| Baden-Württemberg                | 47,4 | 19,6 | 14,4 | -    | 1,1  | 6,8 | 2,8 | 1,4 | 1,0 | 1,1 |
| Baixa Saxônia                    | 45,5 | 27,8 | 12,1 | -    | 1,8  | 6,3 | 0,9 | 1,0 | 1,0 | 0,7 |
| Baviera                          | -    | 15,3 | 11,7 | 57,4 | 0,9  | 4,2 | 2,3 | 0,9 | 0,6 | 0,6 |
| Berlim                           | 26,4 | 19,2 | 22,8 | -    | 14,4 | 5,3 | 1,4 | 1,6 | 3,9 | 1,2 |
| Brandemburgo                     | 24,0 | 20,6 | 7,8  | -    | 30,9 | 4,7 | 1,3 | 1,6 | 1,6 | 1,7 |
| Bremen                           | 28,0 | 30,5 | 22,3 | -    | 3,7  | 6,3 | 0,9 | 1,5 | 2,5 | 0,6 |
| Hamburgo                         | 36,7 | 25,3 | 24,6 | -    | 2,8  | 5,5 | 0,4 | 0,8 | 1,3 | 0,4 |
| Hesse                            | 41,2 | 24,5 | 15,0 | -    | 2,1  | 7,6 | 2,3 | 1,4 | 1,1 | 0,8 |
| Mecklemburgo-Pomerânia Ocidental | 42,4 | 16,1 | 4,8  | -    | 21,7 | 3,9 | 1,0 | 1,5 | 1,0 | 1,9 |
| Renânia do Norte-Vestfália       | 44,9 | 25,7 | 12,6 | -    | 2,1  | 7,5 | 1,2 | 1,1 | 1,3 | 0,7 |
| Renânia-Palatinado               | 47,4 | 25,7 | 9,1  | -    | 1,2  | 6,5 | 2,7 | 1,7 | 1,0 | 1,1 |
| Sarre                            | 44,6 | 30,0 | 7,8  | -    | 2,0  | 4,5 | 1,3 | 1,6 | 1,6 | 2,5 |
| Saxônia                          | 36,5 | 11,9 | 6,1  | -    | 23,5 | 5,2 | 3,4 | 1,7 | 1,4 | 2,3 |
| Saxônia-Anhalt                   | 34,3 | 18,5 | 4,5  | -    | 23,7 | 5,6 | 1,7 | 2,0 | 1,5 | 2,1 |
| Schleswig-Holstein               | 47,0 | 25,4 | 13,2 | -    | 1,8  | 6,3 | 0,5 | 1,2 | 1,5 | 0,6 |
| Turíngia                         | 37,9 | 15,5 | 5,5  | -    | 25,3 | 4,2 | 2,2 | 1,5 | 1,0 | 1,5 |
| Alemanha                         | 36,5 | 21,5 | 11,9 | 8,0  | 6,1  | 6,1 | 1,9 | 1,3 | 1,2 | 1,0 |